# Henk van der Grift
Hendrik ("Henk") van der Grift, né le 25 décembre 1935 à Breukelen, est un patineur de vitesse néerlandais.

## Carrière
Henk van der Grift dispute les Jeux olympiques de 1960 à Squaw Valley, terminant dixième sur 500 mètres.
Aux Championnats du monde toutes épreuves de patinage de vitesse, il obtient la médaille d'or en 1961 à Göteborg et la médaille d'argent en 1962 à Moscou.
Il est également médaillé d'argent aux Championnats d'Europe de patinage de vitesse en 1961 à Helsinki.
Il reçoit le prix Oscar Mathisen en 1961.